# 豊田商事会長刺殺事件
豊田商事会長刺殺事件（とよたしょうじかいちょうしさつじけん）は、1985年（昭和60年）6月18日に豊田商事会長・永野一男が大阪府大阪市北区天神橋の自宅マンションで殺害された殺人事件である。

## 概要
豊田商事は現物まがい商法による悪徳商法によって被害者数は数万人、被害総額は2,000億円の巨大詐欺事件を起こした会社として社会的に注目されていた。
1985年（昭和60年）6月18日、大阪市北区にあった豊田商事会長・永野一男の自宅マンションの玄関前に「今日逮捕」との情報を聞きつけてマスコミ取材班が集まっていた。
同日16時30分過ぎ、詐欺被害者の元上司に当たる男2人（以降、IとY）が永野の部屋の前に姿を現した。2人は張り込んでいたガードマンに「永野に会わせろ」と要求。連絡を取るためにガードマンが階下に下りたあと、2人は元部下の被害者6人から「もう金はええ、永野をぶっ殺してくれ」と頼まれたと報道陣に語った。
二人は通路に面した玄関横の窓のアルミサッシを蹴破り、窓ガラスを割って部屋に侵入。永野の頭部など全身13か所を旧軍の制式銃剣で刺した。大勢のマスコミが犯行の一部始終を生中継したが、誰も止めようとはしなかった。部屋から出た加害者らは、「おい警察呼べ、早う。俺が犯人や」と報道陣に語り、さらにマスコミの質問に答えたあと、エレベーターに乗り、マスコミにタバコを要求した。そして、マンションから出たところで駆けつけた大阪府警天満署員に殺人の現行犯逮捕された。永野は直ちに病院へ運ばれたが腹部を刺されたのが致命傷となり、事件発生から約45分後の17時15分、出血多量で死亡した。このときの永野の所持金は711円であった。
毎日放送報道局社会部の記者として永野の部屋の前の廊下に居合わせた西村秀樹（現在は近畿大学客員教授）は、加害者（IおよびY）へのインタビューを試みる一方で、近隣の住民を通じて現場を管轄する天満警察署へ通報した。現場界隈を警ら活動中だった同署の巡査にその一報が伝わったことから、加害者の逮捕に至った。逮捕の直前には、通報を受けて駆けつけた警察官に向かってマンションの入口で、マスコミ関係者が「（加害者を）早く逮捕せいや」などと叫んだ。当初は加害者も「犯人は俺や」などとこのマスコミ関係者と同調して発言していたが、周りに多数の人間が居たこともあり調子に乗って何度もマスコミ関係者が叫んでいると、この態度に加害者が苛立ちマスコミ関係者を殴打するという一幕もあった。西村の証言によれば、豊田商事事件の捜査を兵庫県警察が一手に担っていたことなどから、大阪府警察では現場のマンションを特に警備していなかったという。
永野が惨殺された際の映像（永野は室内にいたため殺害そのものの様子は映らなかったが、上記の加害者の侵入の様子および窓際に置き去りにされた血まみれの永野がストレッチャーで運ばれる様子が映像に残された）はNHKや民放テレビ各局で中継された。『ニュースセンター9時』では、オープニングが始まってからキャスターの木村太郎が急遽バストショットにしてほしいとスタッフに電話で伝え、スタジオに映像が切り替わると木村が「お子様のいるご家庭には刺激が強すぎるかもしれません」と子供には見せないでほしい旨を呼びかけた。事件後に発売された写真週刊誌『FOCUS』では、加害者の1人が血まみれで断末魔の形相の永野を抱え、もう1人が銃剣を持つ写真が誌面を飾った。
読売新聞が読者投票で選ぶ1985年の日本10大ニュースでは、この惨殺事件が日本航空123便墜落事故に次いで第2位に選ばれた。
その後の詐欺事件の捜査で、豊田商事が集めた金のほとんどが流用され残っていなかったことが判明するが、最高幹部が死亡したため金の流れに関して解明が難しくなった。結果として捜査に支障をきたしたため、加害者は関係者に口封じのために殺人を依頼されたのではないかといった憶測も流れた。
1986年（昭和61年）3月12日、大阪地方裁判所でIに対し懲役10年、Yには懲役8年の実刑判決が言い渡された。それぞれが控訴し、1990年、1989年に刑が確定した。その後、加害者の1人は周りにいたマスコミに犯行の示唆教唆があったとして4度再審請求をしたが、いずれも棄却されている。

## その他
当時、似たような悪徳商法事件として騒がれていた投資ジャーナル事件を起こした中江滋樹が、この刺殺事件翌日の6月19日に逮捕された。これは、前日の「永野刺殺」の二の舞を避けるための駆け込み逮捕と言われた。